# Carlos Amorim
Carlos Amorim (Rio de Janeiro, 1952 - São Paulo, 21 de outubro de 2023) foi um jornalista e diretor de televisão brasileiro. Foi o criador da série de televisão 9mm: São Paulo e autor do livro CV PCC - A Irmandade do Crime.

## Biografia
Carlos Amorim trabalhou no jornal A Notícia, do Rio de Janeiro.
Foi fundador do Jornal da Manchete e diretor da Divisão de Programas de Jornalismo da Rede Manchete.
Trabalhou durante 19 anos nas Organizações Globo, sendo cinco no jornal O Globo, como repórter especial e editor-assistente da editoria Grande Rio, e 14 anos na TV Globo. Foi chefe de redação do Globo Repórter; editor-chefe do Jornal da Globo; editor-chefe do Jornal Hoje; editor-chefe (eventual) do Jornal Nacional; diretor-geral do Fantástico; diretor de jornalismo da Globo no Rio e em São Paulo; e diretor de eventos especiais da Central Globo de Jornalismo.
Foi diretor-executivo da Rede Bandeirantes de Rádio e Televisão, onde implantou o canal de notícias BandNews.
Foi criador do Domingo Espetacular da TV Record.
Atuou em vários programas de linha de shows na Globo, Manchete e SBT.

## Prêmios
- Prêmio da crítica do Festival de Cine, Vídeo e Televisão de Roma, em 1984, com um especial sobre Elis Regina.
- Prêmio Jabuti da Câmara Brasileira do Livro, em 1994, na categoria Reportagem, com a melhor obra de não-ficção do ano: Comando Vermelho – A história secreta do crime organizado.
- Prêmio Simon Bolívar de Jornalismo, em 1997, na categoria Televisão (equipe), com um especial sobre a medicina em Cuba (reportagem de Florestan Fernandes Júnior).
- Prêmio Vladimir Herzog, na categoria Televisão (equipe), com uma série de reportagens de Fátima Souza para o Jornal da Band (O medo na sala de aula).
- Prêmio Comunique-se, em 2006, como diretor da linha de shows do SBT (Programa Charme, apresentado por Adriane Galisteu, considerado o melhor talk-show do ano).